# 사와라정 (지바현)
사와라정(佐原町)은 지바현 가토리군에 일찍이 존재했던 정이다. 

## 지리
- 현재의 가토리시 북서부에 해당한다.
- 마을의 남쪽에는 시모소 고원이 있지만, 그 외의 대부분은 도네강 하류 지역의 저지대이다.
- 마을의 중앙을 도네강이 동쪽으로 흐르고 있다. 또한, 시가지 중심부를 도네강의 지류인 오노강이 흐르고 있다.

## 역사
- 1889년 4월 1일 - 정촌제 시행에 수반해 사와라정이 성립하였다.
- 1923년 - 간토대지진 당시 거주했던 조선인이 살해된 사와라 사건이 발생하였다.
- 1945년 6월 23일 - 미군 병사에 대한 사형 살인 사건인 사와라마치 사건(노자키 사건) 발생하였다.
- 1951년 3월 15일 - 가토리정, 가사이촌, 히가시오토촌과 합병해 사와라시를 신설해, 동일 사와라정은 폐지되었다.
- 2006년 3월 27일 - 사와라정이 오미가와 정, 야마다 정, 구리모토 정과 합병해 가토리시를 신설하였다.

## 인구
1920년 제1회 국세조사에서 인구는 15299명으로 도내 3위를 기록했다. 
| 1891년 | 11,272 |
| 1897년 | 11,834 |
| 1920년 | 15,299 |
| 1930년 | 17,157 |
| 1940년 | 17,879 |
| 1950년 | 24,143 |

## 교통

### 철도
- 일본국유철도 ( → 동일본 여객철도)
  - 나리타선

### 도로
- 현도지바 사와라선 →국도 51호선
- 국도 356호선

## 참고문헌
- 角川日本地名大辞典編纂委員会『角川日本地名大辞典 8 茨城県』、角川書店、1983年 ISBN 4040010809
- 角川日本地名大辞典編纂委員会『角川日本地名大辞典 12 千葉県』、角川書店、1984年 ISBN 4040011201